# 봉화 경체정
봉화 경체정(奉化 景棣亭)은 대한민국 경상북도 봉화군 법전면에 있는 조선시대의 건축물이다. 1994년 9월 29일 경상북도의 문화재자료 제298호 경체정(景棣亭)로 지정되었다가, 2017년 5월 15일 경상북도의 유형문화재 제508호 봉화 경체정으로 변경되었다.

## 개요
경체정은 예조좌랑과 승지를 지낸 강윤과 첨지중추부사를 지낸 강완, 그리고 가의대부를 지낸 강한 3형제의 우애와 덕행을 기리기 위해 강윤의 증손자인 강태중이 철종 9년(1858)에 지은 정자이다.
정자는 앞면 2칸·옆면 2칸 규모의 정사각형 건물이다. 지붕은 옆면에서 볼 때 여덟 팔(八)자 모양인 팔작지붕으로 꾸몄다. 현판은 추사 김정희가 썼다.

## 참고 자료
- 봉화 경체정 - 국가유산청 국가유산포털